# Campinasuchus
Campinasuchus – rodzaj krokodylomorfa z rodziny Baurusuchidae żyjącego w późnej kredzie na terenach współczesnej Ameryki Południowej. Został opisany w 2011 roku przez Ismara de Souzę Carvalho i współpracowników w oparciu o dobrze zachowaną tylną część czaszki i fragment pyska (CPP 1235) pochodzące z datowanych na turon-santon osadów formacji Adamantina w gminie Campina Verde w Brazylii. Z tej samej lokalizacji pochodzi także kilka innych należących do Campinasuchus czaszek i szkieletów pozaczaszkowych.
Od innych przedstawicieli Baurusuchidae Campinasuchus różni się stosunkowo krótszym i niższym pyskiem, zwężającym się ku przodowi i skierowanym w dół. Czaszka mierzyła ponad 30 cm długości. Campinasuchus miał wyraźnie heterodontyczne uzębienie: trzeci ząb kości szczękowej i czwarty zębowej były znacznie większe od pozostałych zębów. W kościach podniebiennych, pomiędzy oknami podniebiennymi, znajdowały się duże przednio-tylne zagłębienia. Okno żuchwowe było położone za oczodołami, niemal na poziomie okna podskroniowego.
Podobnie jak inne Baurusuchidae Campinasuchus był lądowym krokodylomorfem. Żył na terenach cechujących się prawdopodobnie klimatem sezonowym, z długimi porami suchymi przerywanymi okresami intensywnych deszczów, tworzących okresowe stawy i jeziora.
Nazwa Campinasuchus pochodzi od gminy Campina Verde, w której odkryto skamieniałości tych krokodylomorfów, oraz słowa suchus, pochodzącego od greckiego imienia egipskiego boga Sobka (Souchos) mającego głowę krokodyla. Epitet gatunkowy gatunku typowego, dinizi, honoruje Izonela Queiroza Diniza Neto oraz rodziny Dinizów i Martinsów Queirozów, właścicieli farmy Três Antas, na której odnaleziono szczątki.